# Chrysolina tastavica
Chrysolina tastavica é uma espécie de artrópode pertencente à família Chrysomelidae.